# Zangoni
Zangoni est un village du département et la commune rurale de Koti, situé dans la province du Tuy et la région des Hauts-Bassins au Burkina Faso.

## Santé et éducation
Le centre de soins le plus proche de Zangoni est le centre de santé et de promotion sociale (CSPS) de Koti.

## Culture